# Pērkonkrusts
Pērkonkrusts (lettiska: "Åskkorset", fullständigt namn: Latviešu Tautas Apvienība Pērkonkrusts) var ett lettiskt radikal-nationalistiskt politiskt parti med fascistiska drag. Partiet, som var verksamt mellan 1933 och 1944, motsatte sig demokrati och parlamentarism. Pērkonkrusts leddes av Gustavs Celmiņš (1899–1968) och bekämpade såväl socialdemokrater som Zemnieku savienība (Lettiska Bondeförbundet). Pērkonkrusts ideologi innehöll bland annat en extrem nationalism, nationell mystik och antisemitism. Partiet lät sig inspireras av den nyhedniska rörelsen Dievturība, vilken ansågs ha sina rötter i fornlettisk religion.

## Historia
Gustavs Celmiņš hade i januari 1932 grundat den nationalistiska grupperingen Ugunskrusts ("Eldkorset"), som dock förbjöds av den lettiska regeringen. Året därpå, 1933, grundade Celmiņš således partiet Pērkonkrusts och registrerade det för val.
Den 15 maj 1934 genomförde Bondeförbundets ledare, premiärministern Kārlis Ulmanis, en oblodig statskupp, upplöste det lettiska parlamentet Saeima och förbjöd alla partier. Ulmanis hade förövat kuppen med förevändning att hindra en kupp från den högerextremistiska så kallade Legionen, som leddes av Voldemārs Ozols. Ulmanis upprättade en auktoritär regim och 1936 förenade han president och premiärminister till ett ämbete. Ulmanis var Lettlands statsöverhuvud fram till 1940. 
Efter Ulmanis kupp förbjöds även Pērkonkrusts, och Gustavs Celmiņš dömdes till tre års fängelse att avtjänas i ett fångläger i Karosta i norra Liepāja. Celmiņš utvisades från Lettland 1937. Under sin exil förde Celmiņš en kringflackande tillvaro; han bodde i bland annat Italien och Rumänien. I sistnämnda land knöt han kontakt med Järngardets ledare Corneliu Codreanu. År 1938 slog sig Celmiņš ner i Helsingfors där han installerade ett inofficiellt utlandskontor för Pērkonkrusts.

### Andra världskriget
I och med Molotov-Ribbentroppakten den 23 augusti 1939 delades Baltikum upp i olika intressesfärer mellan Tredje riket och Sovjetunionen; den 17 juni 1940 ockuperade Sovjetunionen Lettland. Den sovjetiska regeringen frisläppte de kommunister som tidigare hade fängslats av Ulmanis, men internerade medlemmar av Pērkonkrusts förblev i fängelse. Istället ökade pressen mot Pērkonkrusts och ytterligare medlemmar frihetsberövades. En del av dessa deporterades till Sibirien. När tyskarna invaderade Lettland i slutet av juni 1941, återvände Celmiņš från sin exil och tog värvning i Wehrmacht. I början av juli tilläts Pērkonkrusts att ånyo verka offentligt och den tyska ockupationsmakten sökte efter Pērkonkrusts-medlemmar som var villiga att ansluta sig till Arājskommandot, som spelade en ansenlig roll i förintelsen i Lettland. Enligt historikern Rudīte Vīksne är det dock oklart hur många medlemmar av Pērkonkrusts som verkligen gick med i Arājskommandot. Mārtiņš Vagulāns, medlem av Pērkonkrusts, anförde en bataljon knuten till tyska Sicherheitsdienst. Vagulāns män spelade en betydande roll i förintandet av Jelgavas judar. De mördade tusentals judar och kunde i slutet av juli 1941 förklarade Jelgava som "judefritt" (tyska Judenfrei). Tyskarna förbjöd Pērkonkrusts den 17 augusti 1941. En del forna medlemmar kollaborerade med tyskarna, medan andra anslöt sig till antityska grupperingar. Celmiņš samarbetade officiellt med tyskarna och förestod en organisation som hade till uppgift att rekrytera frivilliga män till lettiska hjälppolisbataljoner, så kallade Schutzmannschaften (förkortat Schuma). Dessa deltog i förintelsen på Lettlands judar och förövade massakrer på den lettiska landsbygden.
De medlemmar av Pērkonkrusts, som samarbetade med Sicherheitsdienst i det ockuperade Lettland, försåg Celmiņš med topphemlig information. En del av denna information använde sig Celmiņš av i sin antityska tidning Brīvā Latvija som utgavs i lönndom. När tyska myndigheter 1944 fick kännedom om denna publikation, arresterades Celmiņš och internerades i koncentrationslägret Flossenbürg. Därmed upplöstes Pērkonkrusts.